# جنرال إسكوبيدو
جنرال إسكوبيدو (بالإسبانية: General Escobedo)‏ هي مدينة، في المكسيك، تقع في ولاية نويفو ليون، بلغ عدد سكانها 299,364 نسمة وذلك حسب إحصائيات سنة 2005، تبلغ مساحتها 207,057,000 متر مربع (207.057 كـم2).